# 泉岭乡
泉岭乡，是中华人民共和国江西省南昌市进贤县下辖的一个乡镇级行政单位。

## 行政区划
泉岭乡下辖以下地区：
大塘村、梁东村、仓头村、南岸村、自治村、聂家村、前溪村、何桥村、义垅村、王家村和长岗村。